# Ylivieska
Ylivieska est une ville du centre-ouest de la Finlande, dans la Province d'Oulu et la région d'Ostrobotnie du Nord.

## Géographie
Elle joue le rôle de centre administratif pour la vallée de la rivière Kalajoki. La commune est bordée au nord par Oulainen, à l’est par Haapavesi et Nivala, au sud par Sievi et à l’ouest par Alavieska et Kalajoki.

## Démographie
Depuis 1980, l'évolution démographique de Ylivieska est la suivante, :
| Année      | 1980   | 1985   | 1990   | 1995   | 2000   | 2005   | 2010   | 2015   |
| ---------- | ------ | ------ | ------ | ------ | ------ | ------ | ------ | ------ |
| population | 11 738 | 12 559 | 13 053 | 13 521 | 13 248 | 13 482 | 14 067 | 14 991 |

## Population
La ville a une des moyennes d'âge les plus faibles de Finlande, avec 25 % de la population âgée de moins de 16 ans (moyenne pays 20 %).

## Personnalités
- C'est la ville natale de Kyösti Kallio, ancien président de Finlande.
- Erno Tornikoski, professeur et chercheur finlandais en gestion, est né à Ylivieska en 1970.

## Transports
La ville est un nœud ferroviaire, marquant la jonction entre la ligne Kokkola-Oulu et la ligne Helsinki-Oulu. Le chemin de fer a été inauguré en 1886 et a fortement contribué à la croissance de la ville.
Elle n'est par contre pas traversée par un axe routier majeur, la route principale étant la nationale 27 reliant Kalajoki à Iisalmi. La capitale provinciale Oulu est distante de 130 km.

## Jumelages
| Ville | Ville        | Pays | Pays    |
| ----- | ------------ | ---- | ------- |
|       | Malung-Sälen |      | Suède   |
|       | Voss         |      | Norvège |

## Galerie

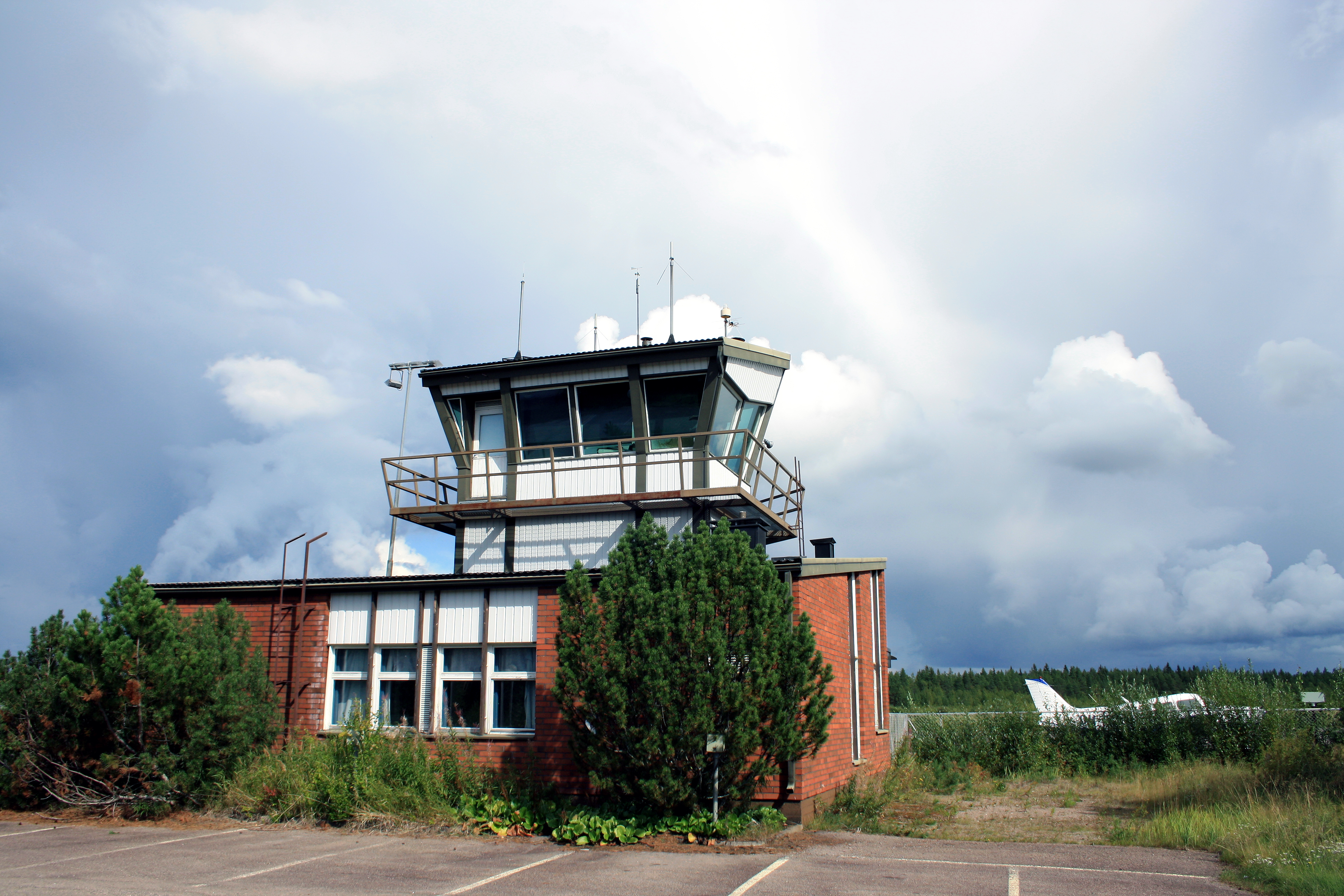
Aéroport d'Ylivieska.
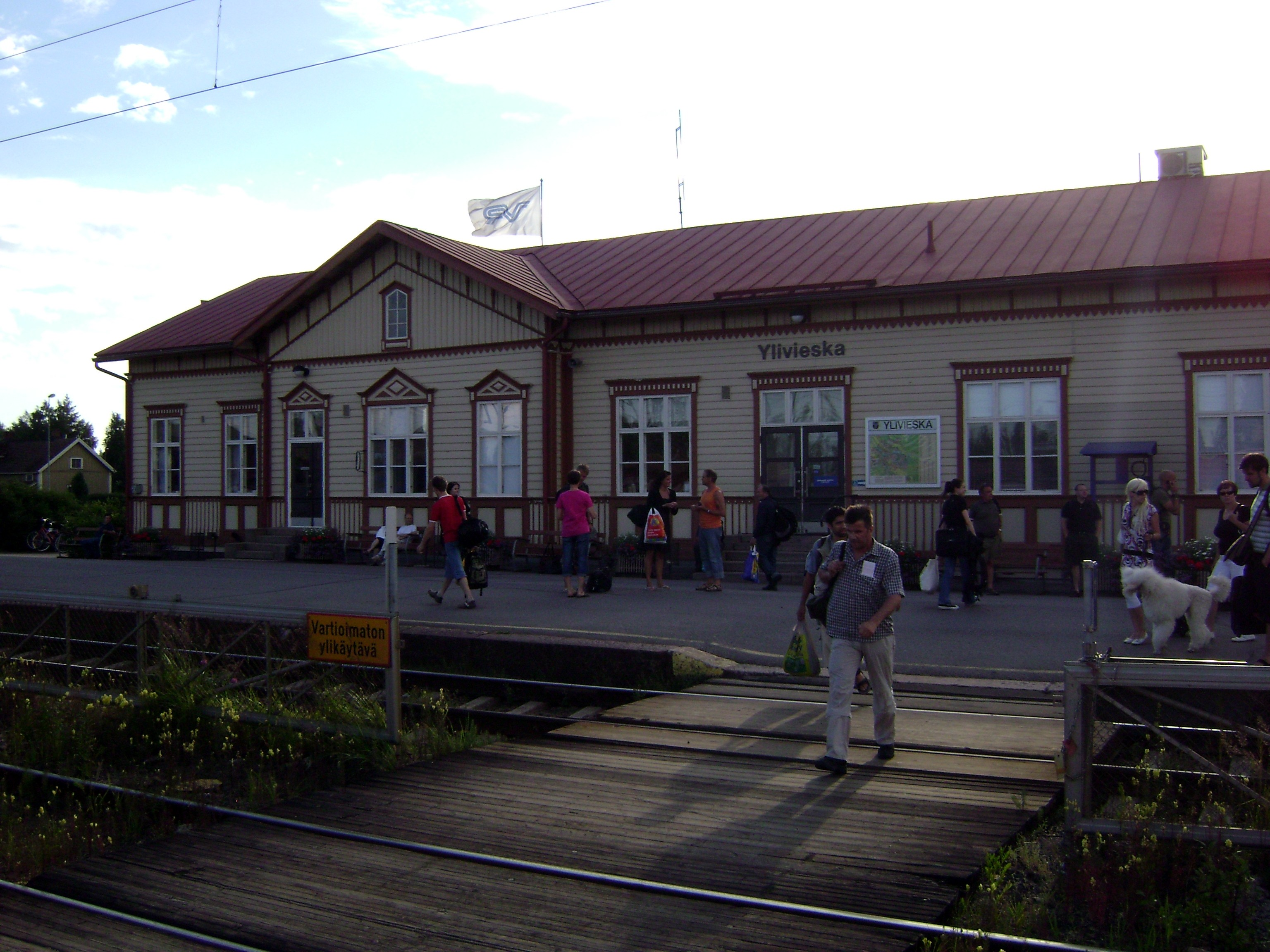
Gare ferroviaire d'Ylivieska.
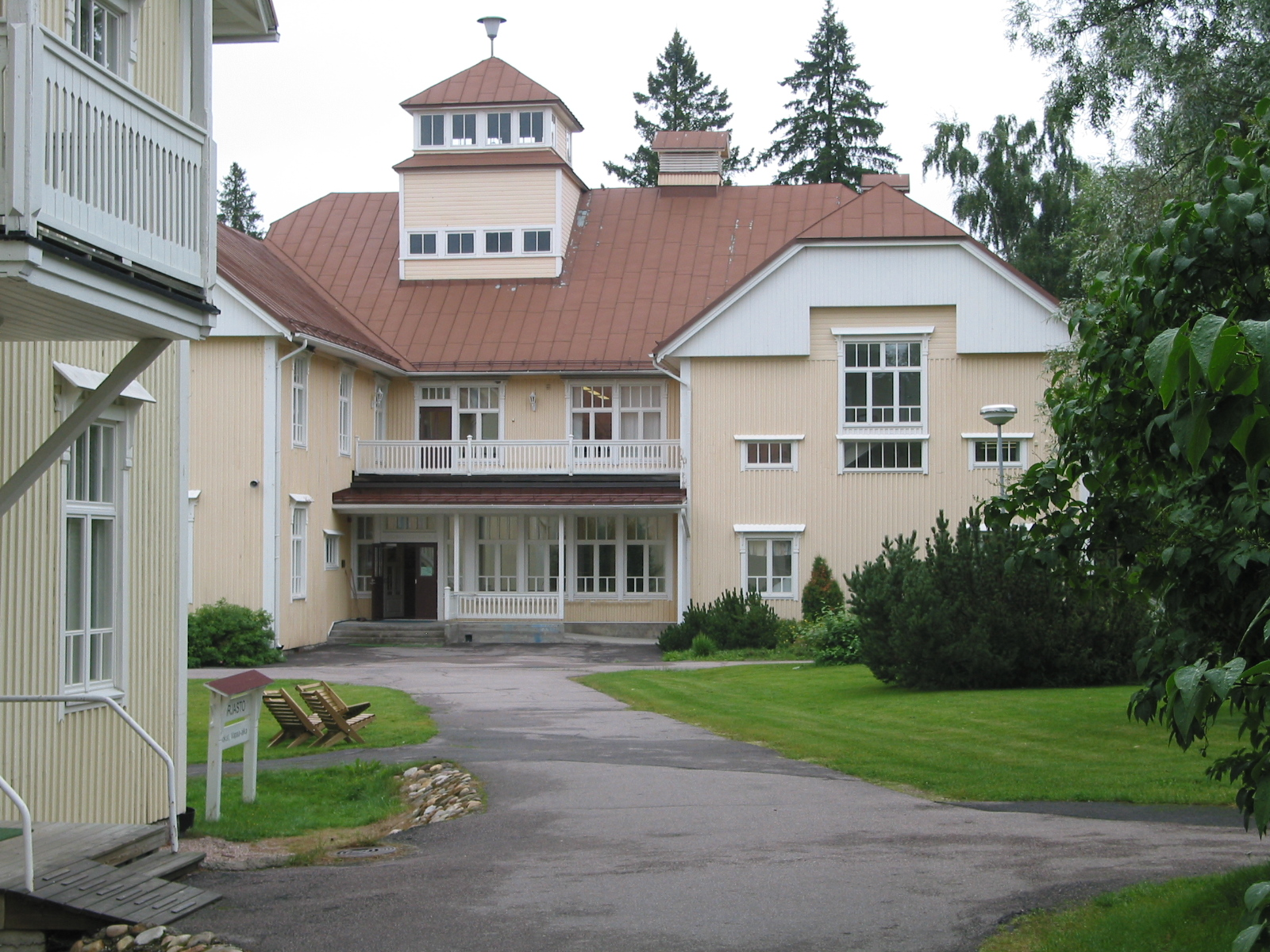
Institut chrétien de Raudaskylä.
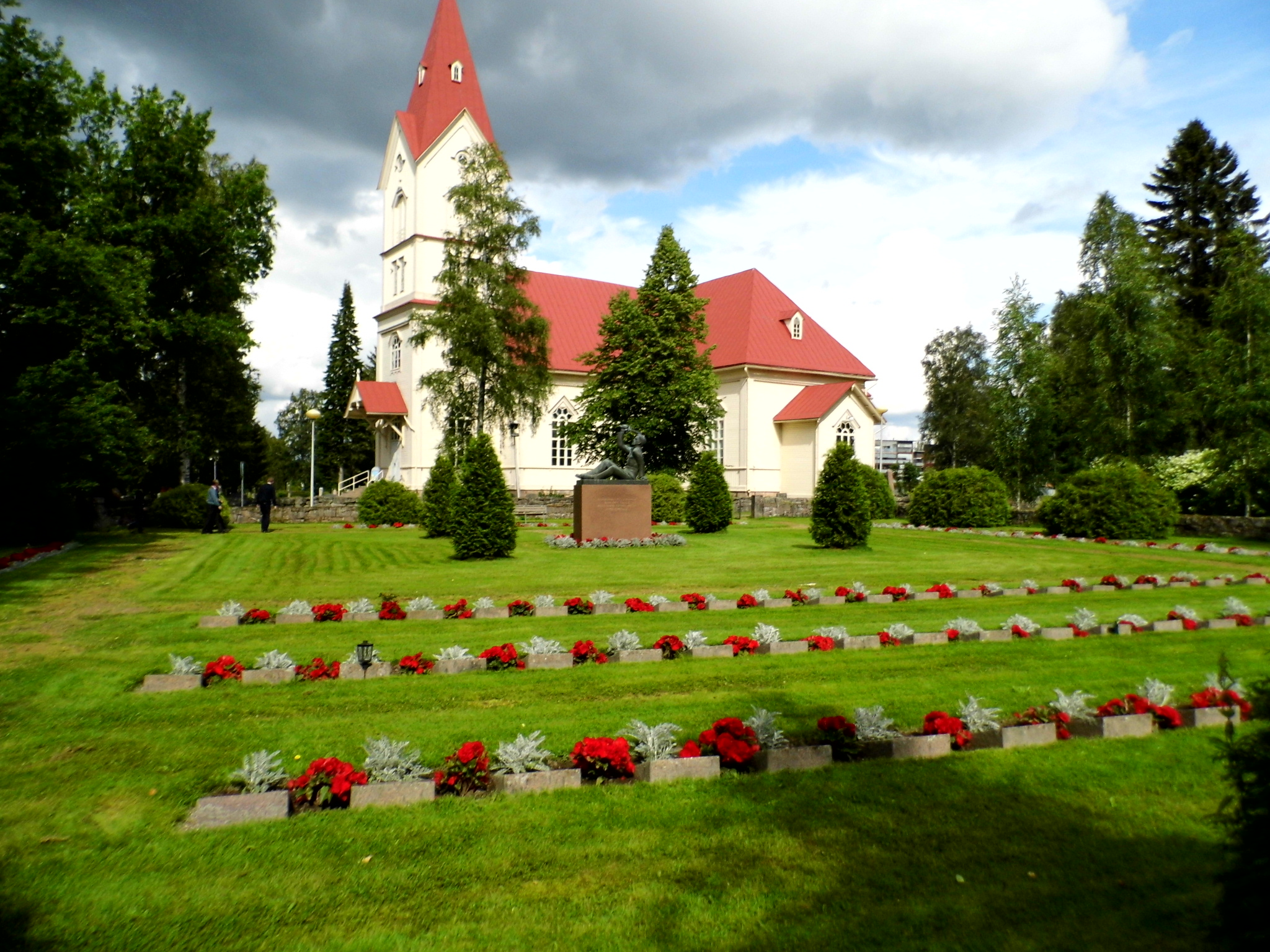
Église d'Ylivieska.
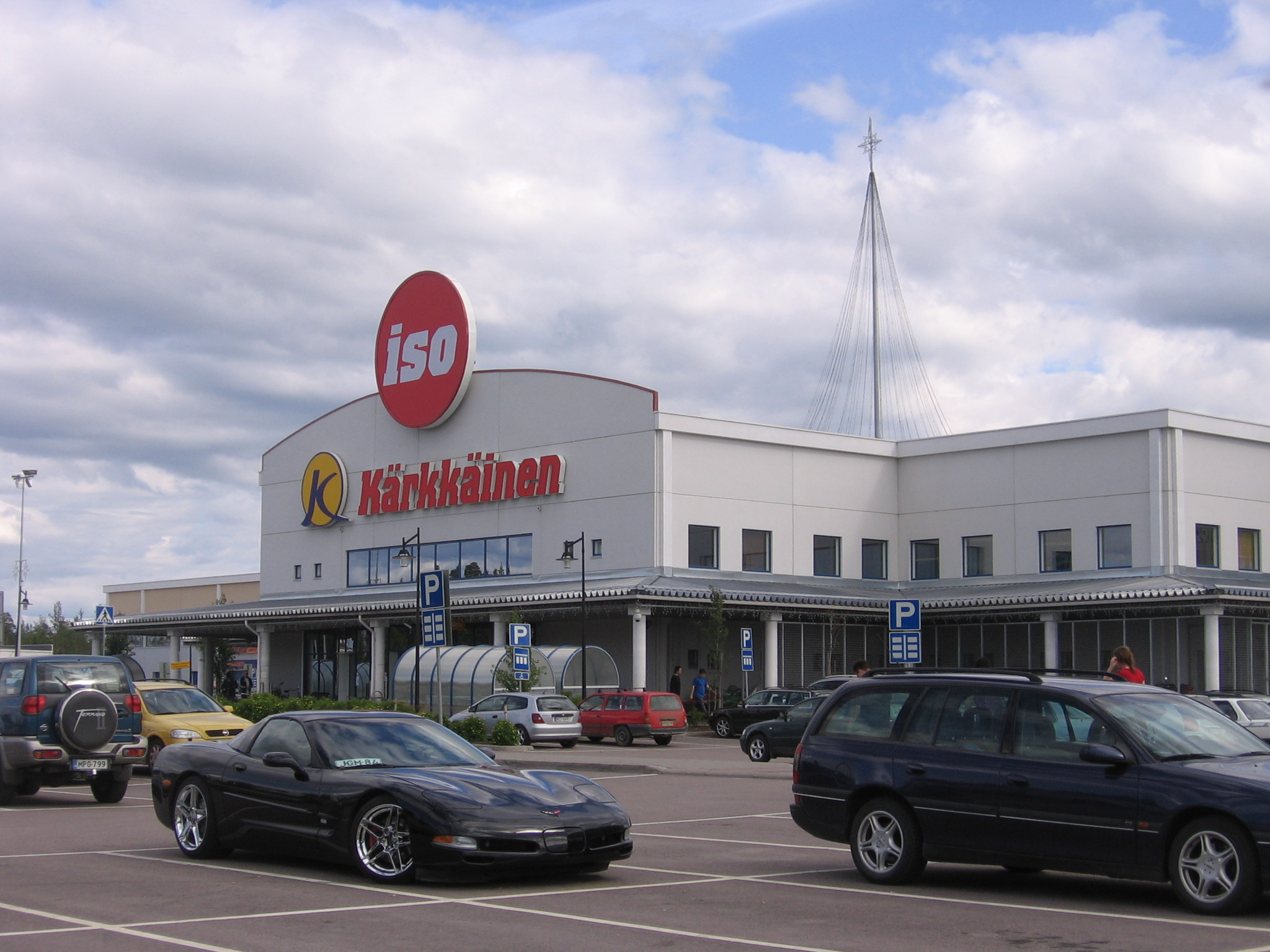
Magasin Kärkkäinen